# 앙헬 아티엔사
앙헬 아티엔사 란데타(스페인어: Ángel Atienza Landeta; 1931년 3월 16일, 마드리드 주 마드리드 ~ 2015년 8월 23일, 마드리드 주 마드리드)는 스페인의 전 예술가이자 축구 선수로, 현역 선수 시절 수비수로 활약해 레알 마드리드 소속으로 초대 유러피언컵 우승을 거두었다.

## 축구 경력
아티엔사는 스페인의 수도 마드리드 출신으로, 1960년 7월 1일에 현역에서 은퇴했다. 현역 시절, 그는 사라고사와 레알 마드리드에서 활약하며 라 리가와 유러피언컵을 각각 3번씩 우승했다. 일찍이 예술에 관심을 보이던 그는 사라고사와 마드리드에서 현역 선수로 생활하면서 예술 활동을 했다.

## 예술가 경력
현역 선수 시절, 아티엔사는 단체 전시회에 참가하여 여가 시간을 예술 활동에 투자했다. 1958년 중부 유럽 을 방문했을 때, 콘크리트 안에 착색 유리를 끼우는 방식을 예술의 한 갈래로 보았다. 이후, 그는 축구화를 벗고, 다른 예술가와 협력하여 활동해 모자이크 벽화와 스테인드 글래스 작품을 제작했다. 1964년, 그는 도자기 벽화 제작을 시작했다. 그의 첫 작품은 로그로뇨의 칼톤 리오하 호텔에 있다. 그는 1976년에 베네수엘라로 건너가 벽화에 철이나 구리 알루미늄 같은 다른 재료로 벽화를 제작하기 시작했다. 그는 다수 건축 활동에 적극 참가해 자신의 작품을 주변 환경에 녹아들도록 노력했다. 2001년, 그는 스페인에 복귀해 도화로 예술활동을 이어나갔고, 전시회와 전시실 활동에 계속 참가했다.

## 사생활
그의 형 아돌포 아티엔사도 축구 선수로, 셀타 비고, 레알 마드리드, 라스 팔마스, 하엔, 그리고 스페인 국가대표팀에서 활동했다. 둘은 1954-55 시즌에 마드리드에서 한배를 타기도 했다.

## 수상

### 축구
레알 마드리드
- 라 리가: 1954-55, 1956-57, 1957-58
- 유러피언컵: 1955-56, 1956-57, 1957-58

### 예술
- 말라가 저축은행 전국상 (말라가)
- 산 후안 보스코 성당 명예 상패 (베네수엘라 로스 테케스)
- 레온의 후안 페르난데스 훈장 (베네수엘라 과나레)

## 전시회
- 1964: 데일리 타운 전시회 (마드리드)
- 1972: 로템부르 화랑 (마드리드)
- 1972: 힐튼 호텔 전시 (브뤼셀)
- 1973: 랑베르 모네 화랑 (제네바)
- 1975: 로템부르 화랑, 단체 전시호 (마드리드)
- 1975: 라 코루냐 전시회 (스페인)
- 2003: 살사 바르나 예술 화랑 (바르셀로나)
- 2003: MAC 21 국제 현대미술회 (마르베야)
- 2003: 프랑크푸르트 도서전당 예술회 (프랑크푸르트 암 마인)
- 2004: 살라 소룰랴 화랑 (테라사)
- 2004: 살사 바르나 예술 화랑 단체 전시회 (바르셀로나)
- 2004: 프랑크푸르트 도서전당 예술회 (프랑크푸르트 암 마인)
- 2004: 아메리카의 박물관 (마이애미)
- 2005/2006: 토레온 포르테아 전시회 (사라고사)
- 2006: 살사 바르나 예술 화랑 (바르셀로나)
- 2006: 홀란트 예술회 (덴 하흐)
- 2007: 살사 바르나 예술 화랑 (바르셀로나)
- 2008: 살라 에사르트 예술 화랑, 겨울 전시회 (바르셀로나)
- 2008: 살라 피아 알모니아 예술회 (바르셀로나)

## 같이 보기
- 어니 반스, 은퇴 후 예술가의 길을 걸은 미식축구 선수